# Andi Chapman
Andi Chapman is een Amerikaanse actrice, filmregisseuse en scenarioschrijfster.

## Carrière
Chapman begon in 1988 met acteren in de film Terrorist on Trial: The United States vs. Salim Ajami. Hierna heeft ze nog meerdere rollen gespeeld in films en televisieseries zoals Pryde of the X-Men (1989), Beverly Hills, 90210 (1993), Monkey Trouble (1994), Providence (1999), Kate Brasher (2001), S.W.A.T. (2003) en 24 (2009).
Chapman heeft in 2003 de film Memorial Street geschreven en geregisseerd.

## Prijzen[2]
- 1994 Golden Globes in de categorie Beste Presterende Cast met de film Short Cuts – gewonnen.
- 1993 Filmfestival van Venetië in de categorie Beste Presterende Cast met de film Short Cuts – gewonnen.

## Filmografie[3]

### Films
Uitgezonderd korte films.
- 2022 Kinderfanger - als Constance
- 2003 S.W.A.T. – als vertegenwoordigster
- 1999 Hard Time: Hostage Hotel – als FBI agente Green
- 1998 Goodbye Lover – als politieagente
- 1996 Once You Meet a Stranger – als Donna Hagerty
- 1994 Monkey Trouble – als Christine de lerares
- 1993 Short Cuts – als Harriet Stone
- 1993 Born Yesterday – als mevr. Welch
- 1993 Come the Morning – als ??
- 1991 Palomino – als therapiste
- 1991 Shoot First: A Cop's Vengeance – als ??
- 1989 Dad – als verpleegster van Jake
- 1989 Pryde of the X-Men – als Storm (stem) – animatiefilm
- 1988 Police Story: Burnout – als Callgirl
- 1988 Big Business – als secretaresse van Sadie
- 1988 Something Is Out There – als Tv Interviewster
- 1988 Terrorist on Trial: The United States vs. Salim Ajami – als studente

### Televisieseries
Uitgezonderd eenmalige gastrollen.
- 2021-2022 9-1-1 - als Diedra - 5 afl.
- 2022 The Orville - als admiraal Howland - 2 afl.
- 2022 Gordita Chronicles - als ms. Baptiste - 2 afl.
- 2020-2021 Kinderfänger - als Constance - 8 afl.
- 2020 General Hospital - als Dolores Maloney - 6 afl.
- 2019 How to Get Away with Murder - als Peggy - 2 afl.
- 2009 24 – als Rosa Donoso – 3 afl.
- 2004 7th Heaven – als decaan - 2 afl. .
- 2001 Kate Brasher – als Mercedes – 6 afl.
- 1999 Providence – als Nancy Wesley – 2 afl.
- 1995 ER – als Jodi – 2 afl.
- 1993 Beverly Hills, 90210 – als Angela Rhodes – 2 afl.
- 1989 Unsub – als D.A. – 2 afl.